# Instituut Collectie Nederland

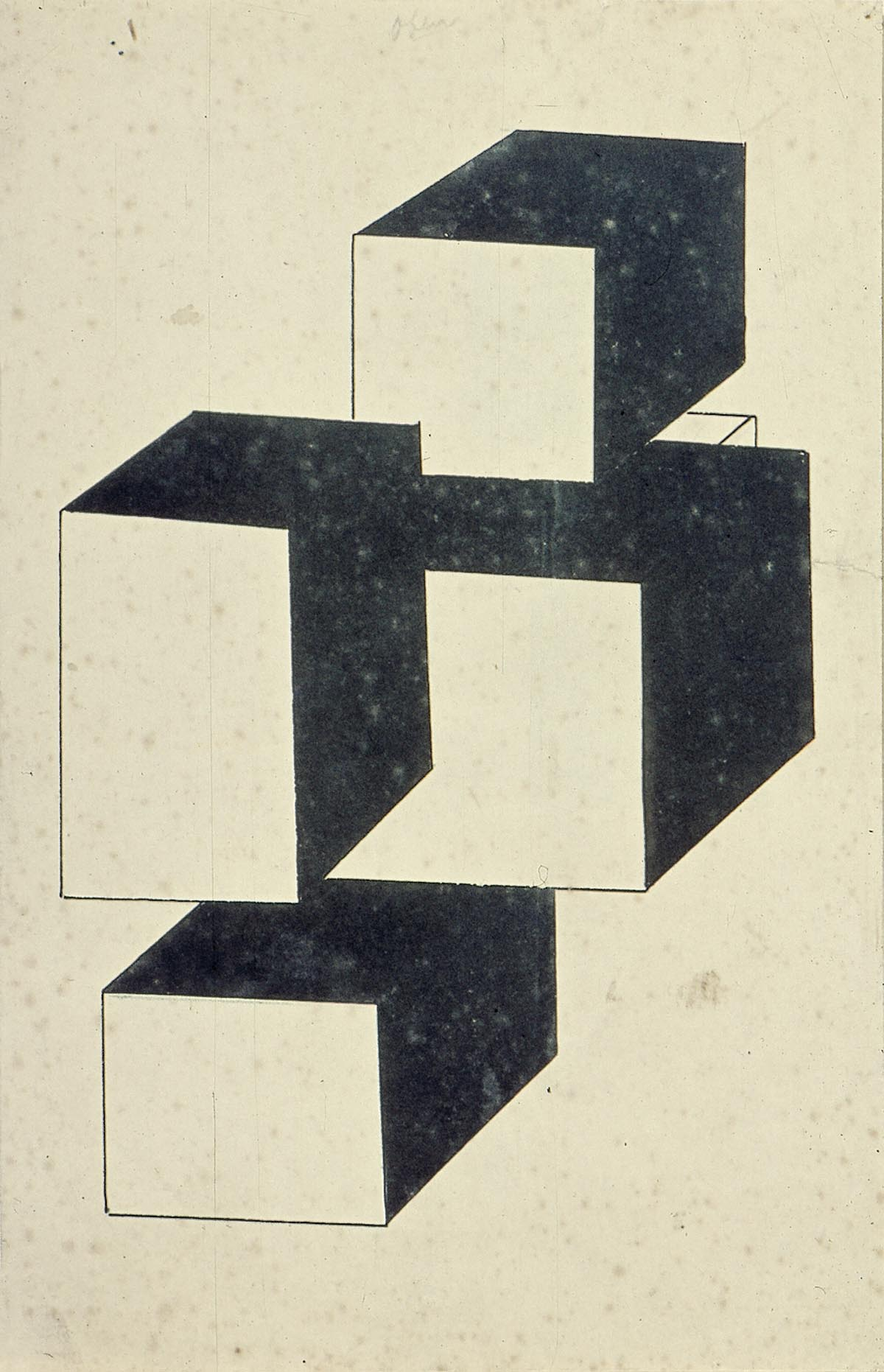
Theo van Doesburg, Grondelement van de beeldhouwkunst, 1922. In bruikleen gegeven aan het Centraal Museum, Utrecht, door Instituut Collectie Nederland (tegenwoordig Rijksdienst voor het Cultureel Erfgoed.)

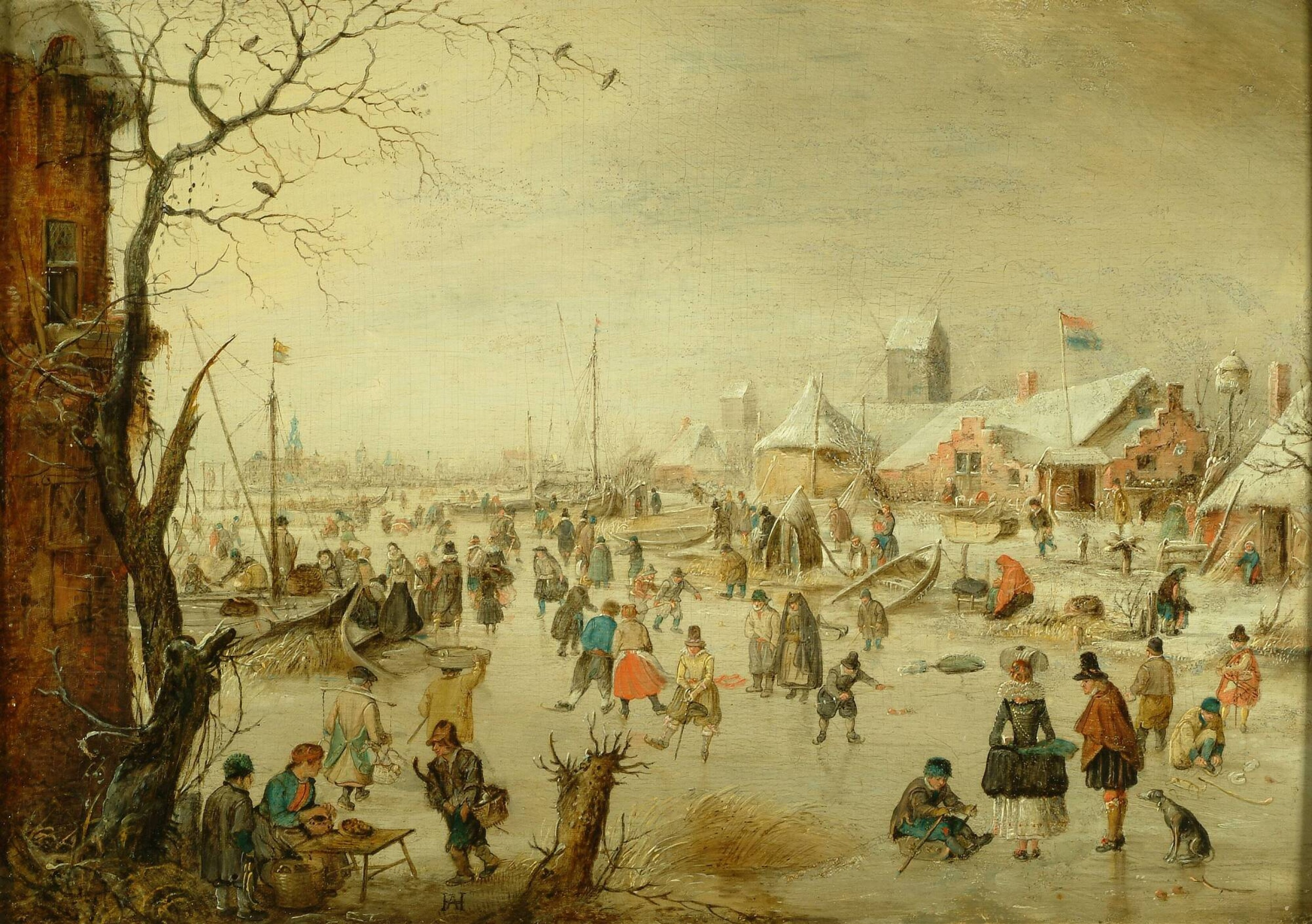
Hendrick Avercamp, Winterlandschap met schaatsenrijders, omstreeks 1630, in 1948 in bruikleen gegeven aan het Museum Boijmans Van Beuningen, Rotterdam, door Stichting Nederlands Kunstbezit.

Instituut Collectie Nederland (ICN) was het kennisinstituut voor het beheer en behoud van roerend cultureel erfgoed en beheerde een deel van de rijkscollectie, de collectie van de Staat der Nederlanden. In 2011 is het ICN opgegaan in de Rijksdienst voor het Cultureel Erfgoed (RCE), de zusterorganisatie binnen het ministerie van Onderwijs, Cultuur en Wetenschap. Daar zijn nu de kerntaken (collectiebeheer en kennisontwikkeling en -spreiding) ondergebracht.

## Doelstelling
Het ICN stelde zich ten doel:
- het ontwikkelen en beschikbaar stellen van kennis over beheer en behoud van collecties
- het beheren en zichtbaar maken van de collectie
- verrichten van onderzoek, geven van advies en initiëren van beleid over erfgoedcollecties

De collectie bestaat uit ruim 100.000 voorwerpen. Ongeveer de helft daarvan is als langdurig of tijdelijk bruikleen ondergebracht bij musea en andere instellingen. Het niet uitgeleende deel wordt in het depot in Rijswijk bewaard.
Het ICN heeft in 2008 de Collectiewijzer ontwikkeld, een internetplatform voor het doorzoeken van Nederlandse erfgoedcollecties en het uitwisselen van informatie over het beheer en behoud van erfgoedcollecties.

## Voorgeschiedenis
De ICN-collectie heeft een lange voorgeschiedenis. De herkomst van de voorwerpen varieert van rijksaankopen uit diverse perioden, schenkingen, legaten, gerecupereerde kunstwerken (onder andere de Nederlands Kunstbezit-collectie) die na de Tweede Wereldoorlog aan de Staat zijn toegevallen en werken die door het uitvoeren van de Beeldende Kunstenaars Regeling in bezit van het rijk kwamen.
Na de Tweede Wereldoorlog werd in 1949 een dienst gevormd voor het beheer van kunstwerken in rijksbezit die zich buiten de rijksmusea bevonden. Deze Dienst voor ’s Rijks Verspreide Kunstvoorwerpen viel onder het toenmalige ministerie van Onderwijs, Kunsten en Wetenschappen. In 1975 werd de naam gewijzigd in Dienst Verspreide Rijkscollecties. 

### Rijksdienst Beeldende Kunst
In 1984 volgde een fusie tot de Rijksdienst Beeldende Kunst (RBK) met enkele andere instellingen: de Nederlandse Kunststichting (1955, organiseerde reizende tentoonstellingen voor kleinere culturele instellingen in Nederland) en het Bureau Beeldende Kunst Buitenland (1974, organiseerde tentoonstellingen voor musea in het buitenland). Deze Rijksdienst hield zich niet alleen bezig met het beheer van de collectie (onder andere van kunstwerken die via de Beeldende Kunstenaars Regeling, BKR, verworven werden) maar ook met aankoop en expositie. De aankooptaak van de Rijksdienst werd in 1993 overgedragen aan de Mondriaan Stichting; in dat jaar stopte de Rijksdienst ook met het zelf organiseren van tentoonstellingen. De afdeling van de Rijksdienst die zich bezighield met recuperatie van kunst uit Duitsland werd in 1997 ondergebracht bij het ministerie. Voor onderzoek, advisering, opleiding van restauratoren en voor het beheer van de rijkskunstcollectie werd in 1997 het Instituut Collectie Nederland opgericht. Het voormalige Centraal Laboratorium voor Onderzoek van Voorwerpen van Kunst en Wetenschap in Amsterdam ging op in de Afdeling Advies en Onderzoek van het ICN.